# Нижние Выселки
Нижние Выселки — деревня в Конаковском районе Тверской области. Входит в состав Дмитровогорского сельского поселения.

## География
Находится в юго-восточной части Тверской области на расстоянии приблизительно 21 км на восток по прямой от районного центра города Конаково на левом берегу реки Сестра.

## История
Известна с 1628 года как сельцо Нижнее боярина Федора Ивановича Шереметева. В 1859 году здесь (сельцо Новое Токарево Корчевского уезда Тверской губернии) было учтено 7 дворов.

## Население
Численность населения: 66 человек (1859 год), 17 (русские 100 %) в 2002 году, 6 в 2010.